# Snobrød

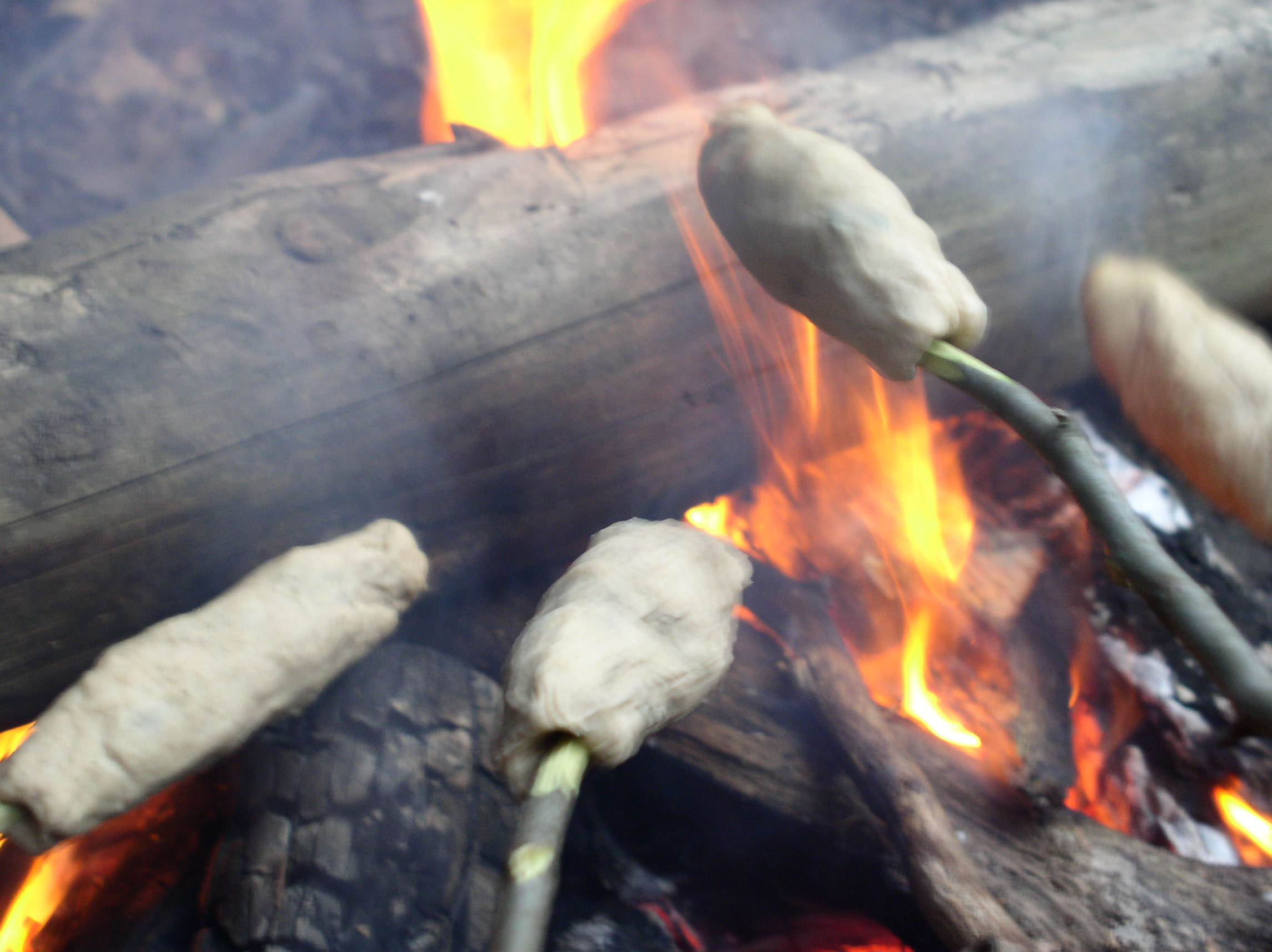
Snobrød

Snobrød é um pão típico da culinária da Dinamarca. Consiste num pão assado no lume de uma fogueira, após ser colocado num espeto de pau, feito com um ramo de uma planta. A massa do pão é enrolada, até ficar com uma forma cilíndrica, semelhante a uma salsicha, antes de ser colocada no espeto.
É utilizada massa de pão normal, normalmente com levedura, existindo também receitas com fermento em pó.
Os melhores espetos são feitos com ramos que não transmitam qualquer sabor ao pão, como por exemplo de bétula. O comprimento pode variar de acordo com factores como a dimensão da fogueira. Para uma fogueira maior, é adequado um espeto maior. A espessura do pão varia entre 1,5 e 2 cm. Quanto mais espesso for o espeto, mais pesado será para segurar. O espeto deve ser limpo com uma faca, antes de ser colocada a massa do pão, num comprimento entre 15 a 20 cm.

Para fazer a fogueira, são utilizadas normalmente madeiras de faia ou carvalho, podendo também ser usado choupo, entre outras árvores. A fogueira deve ser quente, sem chamas fortes.
O espeto deve ser colocado a cerca de 15 a 30 cm das brasas, devendo ser rodado para que o pão fique assado uniformemente.
Uma vez assado, o pão pode ser consumido com um pouco de manteiga, marmelada ou queijo. Se for suficientemente grande, também pode ser usado para fazer um cachorro-quente.